# Tehuantepecnäset

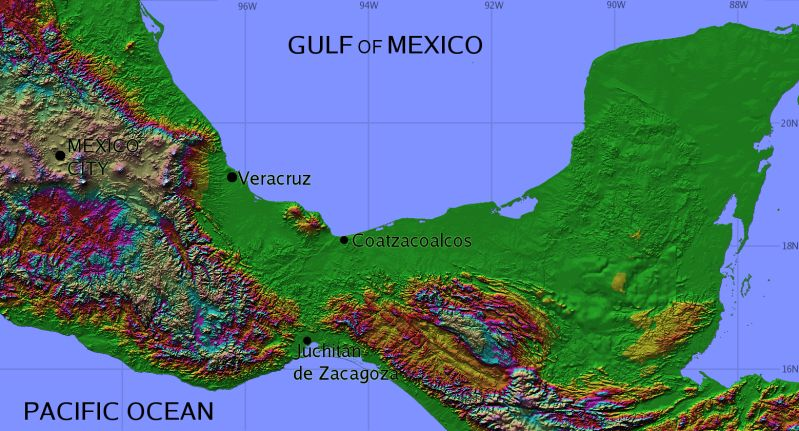
Reliefkarta över näset

Tehuantepecnäset är ett näs i Mexiko. Det är den smalaste delen av landtungan mellan Mexikanska golfen och Stilla Havet. Namnet kommer från orten Santo Domingo Tehuantepec i delstaten Oaxaca, som i sin tur kommer från Nahuatlspråkets tecuani-tepec ("jaguar-berg").

## Geografi
Näset är den del av Mexiko som ligger mellan 94:e och 96:e längdgraden västlig longitud, d.v.s sydöstra delarna av Veracruz och Oaxaca i väster och mindre delar av Chiapas och Tabasco till öster.
Näset är 200 km brett i sin smalaste del. Bergskedjan Sierra Madre minskar i höjd dramatiskt och bildar ett gap: en bred, platå-liknande ås sträcker sig här istället (se reliefkartan). Platåns högsta punkt, Chivelapasset, är 224 m ö.h.. Den norra delen av näset består till stor del av träskmarker och djungel, vilket har varit ett större hinder för järnvägsbygget än lutningsskillnaderna över sierran.

### Tektonik
Om Nordamerika definieras som sin tektoniska platta, kan den södra kanten av Nordamerika förläggas i Tehuantepecnäset och inte i Panamanäset. Denna definition utesluter Kalifornien väster om San Andreasförkastningen men införlivar delar av östra Sibirien som till exempel Kamtjatka. Denna definition är dock inte vanlig, eftersom Centralamerika vanligtvis betraktas som för litet för att utgöra en kontinent och därför klassas som en region i Nordamerika.

### Klimat
Hela regionen är het, fuktig och malariasjuk, med undantag för öppnare områden på de högre höjderna där vindarna från Stilla Havet gör vädret behagligt svalare. Den årliga nederbörden på den Atlantiska eller norra sluttningen är 3 960 mm och högsta medeltemperaturen är runt 35°C i skuggan. Stillahavssluttningen har knappare nederbörd och ett torrare klimat.
Näsets ringa storlek och gapet i Sierra Madre tillåter passadvindarna från Mexikanska Golfen att blåsa igenom till Stilla Havet; dessutom ökar bergens "tratteffekt" vindhastigheterna, ofta till stormstyrka. Stillahavssidan är således känd som speciellt stormig.

## Kanalförslag
Sedan Hernán Cortés dagar, har Tehuantepecnäset betraktats som en gynnsam handelsväg, först för en kanal och senare på 1800-talet för en järnväg. Dess närhet till stora internationella handelshamnar ger den några fördelar över Panama-rutten, men Panamanäset är betydligt smalare, vilket möjliggör en snabbare genomfärd. Se även: Nicaraguakanalen.
Gadsdenuppköpet 1853  omfattade en provision som tillät USA att transportera post och handelsvaror genom Tehuantepecnäset genom en plankväg och en järnväg. McLane-Ocampoavtalet, som Benito Juárez undertecknade 1859 men som aldrig ratificerades av USA:s kongress, skulle ha gett USA ensamrätt till denna rutt.

## Järnvägen
När den stora kostnaden tvingade ingenjörer och kapitalister att ge upp tanken om en kanal genom näset, föreslog James B. Eads bygget av en fyrspårig skeppsjärnväg, och idén blev allvarligt uppmärksammad ett tag. Sedan följde projekt för en vanlig järnväg. 1882 beslöt sig den Mexikanska regeringen att företa sig järnvägsbygget på egen hand och skrev kontrakt med en Mexikansk entreprenör för att utföra bygget. 1888 avbröts kontraktet efter att 108 km hade byggts. Nästa kontrakt rann ut i sanden när entreprenören avled, och den tredje misslyckades att färdigställa arbetet inom budgetramarna (2,7 miljoner pesos). Nu var året 1893, och 60 km återstod att bygga. Ett fjärde kontrakt resulterade i den slutliga förbindelsen från kust till kust 1894. Då upptäcktes det att terminalhamnarna hade otillräckliga faciliteter och att vägen inte klarade tung trafik. Regeringen skrev då kontrakt med Londonentreprenören S. Pearson & Son, Ltd., som hade byggt den nya hamnen i Veracruz, för att bygga om förbindelsen och terminalhamnarna i Coatzacoalcos vid Mexikanska golfen och Salina Cruz vid Stilla Havet. Arbetet påbörjades 10 december 1899, och var tillräckligt färdigt för att tillåta trafik januari 1907.
Järnvägen är 308 km lång, med en 29 km lång gren mellan Juile och San Juan Evangelista. Minsta djupet vid lågvatten i bägge hamnarna är 10 meter, och ett stort system av kajer och järnvägsspår vid båda terminalerna ger möjligheter att hantera tung frakt. Järnvägens huvudkontor samt affärer, sjukhus, m.m. finns i Rincón Antonio vid ingången till Chivelapasset där det är klimatet är svalare än vid kusterna. I Santa Lucrecia, 175 km från Salina Cruz, finns det en anslutning till Veracruz & Stillahavsjärnvägen (som ägs av staten), 343 km till Córdoba, Veracruz, och 500 km Mexico City.